# Romancier
Romancier (Pl.: Romanciers; fem.: Romancière) ist das französische Wort für einen Autor von Romanen.

## Begriffsgeschichte
Das Wort Romancier wird im Deutschen mit eingeschränkter Bedeutung verwendet. Bis in das 18. Jahrhundert hinein war für den Autor von Romanen die Bezeichnung Romanist reserviert – seit dem 19. Jahrhundert dann für den Philologen mit Fachschwerpunkt romanische Sprachen.
Romanist hatte einen stark abwertenden Beigeschmack für Personen, die ihr Geld im Skandalgeschäft mit Texten verdienten, von denen ein guter Teil erfunden, anderes dagegen in skandalöser Weise wahr sein konnte, und die sich jederzeit bei Klagen gegen ihre Schreibart darauf zurückzogen, doch „nur“ einen Roman, eine freie Erfindung geschrieben zu haben (siehe eingehender zur Entwicklung des Romans bis ins frühe 18. Jahrhundert: Roman).
Romancier kam als begriffliche Alternative im Austausch über anspruchsvolle „Literatur“ auf, der in der zweiten Hälfte des 18. Jahrhunderts innerhalb der belles lettres, der Belletristik, begründet wurde (hierzu eingehender der Artikel Literatur). Dem Rechnung tragend wird das Wort im Deutschen kaum für Autoren gebraucht, die vor dem 19. Jahrhundert Romane schrieben. Für diese verwendet man stattdessen den in der Literaturwissenschaft neutraleren Begriff Romanautor. Romancier hingegen ist begriffsgeschichtlich bedingt das bevorzugte Wort für einen Autor, der im Feuilleton durch ihm geltende Besprechungen gegenwärtig wird, der über seine Romane mit der Öffentlichkeit in Austausch tritt und dabei den Roman als (bevorzugtes) Medium der Kommunikation benutzt. Häufig steht das Wort in attributiven Beschreibungen wie „Der Essayist und Romancier …“.
Das Wort wird seltener verwendet für Verfasser experimenteller Romane und überhaupt nicht für einen Jungautor, der von sich noch kaum behaupten kann, über das Medium des Romans in einem etablierten Austausch mit der Öffentlichkeit zu stehen. Ebenso selten wird davon für Autoren von Trivialliteratur Gebrauch gemacht, insoweit diese nicht Gegenstand der breiten Literaturdiskussion ist.